# Federația Națională a Pompierilor Francezi
Federația Națională a Pompierilor Francezi (în franceză Fédération nationale des sapeurs-pompiers de France, acronim: FNSPF) este o asociație constituită legal conform legii din 1901, cu peste 285.000 de membri, Federația reunește toți pompierii civili francezi, fără distincție de categorie sau grad, prin asociațiile și sindicatele departamentale ale acestora, voluntari, profesioniști(militari), veterani, persoane fizice, personal administrativ, tehnic și de specialitate etc.).
Această federație este condusă de pompieri aleși de colegii lor, iar finanțele sale sunt asigurate prin contribuții, precum și prin vânzări de produse specifice pompierilor și are propria sa revistă lunară.
Obiectivul acesteia este reprezentarea, apărarea, promovarea și îmbunătățirea condițiilor de viață și de muncă ale pompierilor francezi.

## Istoric
La 18 septembrie 1881, căpitanul Charles-Auguste Michel, din corpul Vailly-sur-Aisne, a reunit 93 de ofițeri din 18 departamente pentru a pune bazele unei organizații pentru apărarea drepturilor pompierilor. Oficial această asociație a luat naștere în 17 septembrie 1882, la Reims sub denumirea Federația Națională a Ofițerilor și Subofițerilor de Pompieri din Franța și Algeria.
Congresul centenar al Federației a avut loc la Reims în 1982, iar Monetăria din Paris a publicat apoi o medalie comemorativă de bronz și argint creată de Roland Irolla.
În 1997 a luat noua denumire a acesteia Federația Națională a Pompierilor Francezi (FNSPF).

## Organizare
FNSPF este o asociație constituită juridică din 1901 în care membrii își aleg consiliul de administrație și aceasta are o serie de structuri interne:
- consiliul de administrație care este format din 43 de membri și care sunt aleși pentru 6 ani și jumătate din care se reînnoiesc la fiecare 3 ani[4]. Aceasta deliberează asupra tuturor subiectelor majore, reprezintă federația și votează bugetul asociației;
- comitetul executiv ai cărui nouă membri sunt aleși la fiecare 3 ani. El este responsabil de executarea afacerilor curente;
- comitetele de lucru sunt împărțite în 9 existând și 11 comitete de specialitate și 2 comitete de funcționare[5].

## Membrii
FNSPF are 268.500 de membrii prin asociații și sindicate departamentale ale pompierilor.
Asociația oferă beneficii membrilor precum protecție în instanță, protecție socială sau ajutor familiile pompierilor care mor în afara serviciului lor sau când pompierii și familiile lor sunt în dificultate (Solidaritate în familie).
Pentru realizarea obiectivelor și creșterea simțului civic și transmiterea informațiilor tinerei generații, aceasta desfășoară o serie de acțiuni:
- susținerea asociațiilor oamenilor în vârstă;
- comemorări;
- susținerea activităților tinerilor pompieri(JSP)[7]
- Congresul Național al Pompierilor din Franța[8];
- Sărbătoarea Sfintei Barbara[9].
- participarea la Telethon[10]

## Congresul național
Congresul național al pompierilor din Franța este un eveniment anual, condus de Federația Națională a Pompierilor din Franța și a cărui organizare este, cel mai adesea, delegată unuia sau mai multor sindicate departamentale ale pompierilor.